# 町村金弥

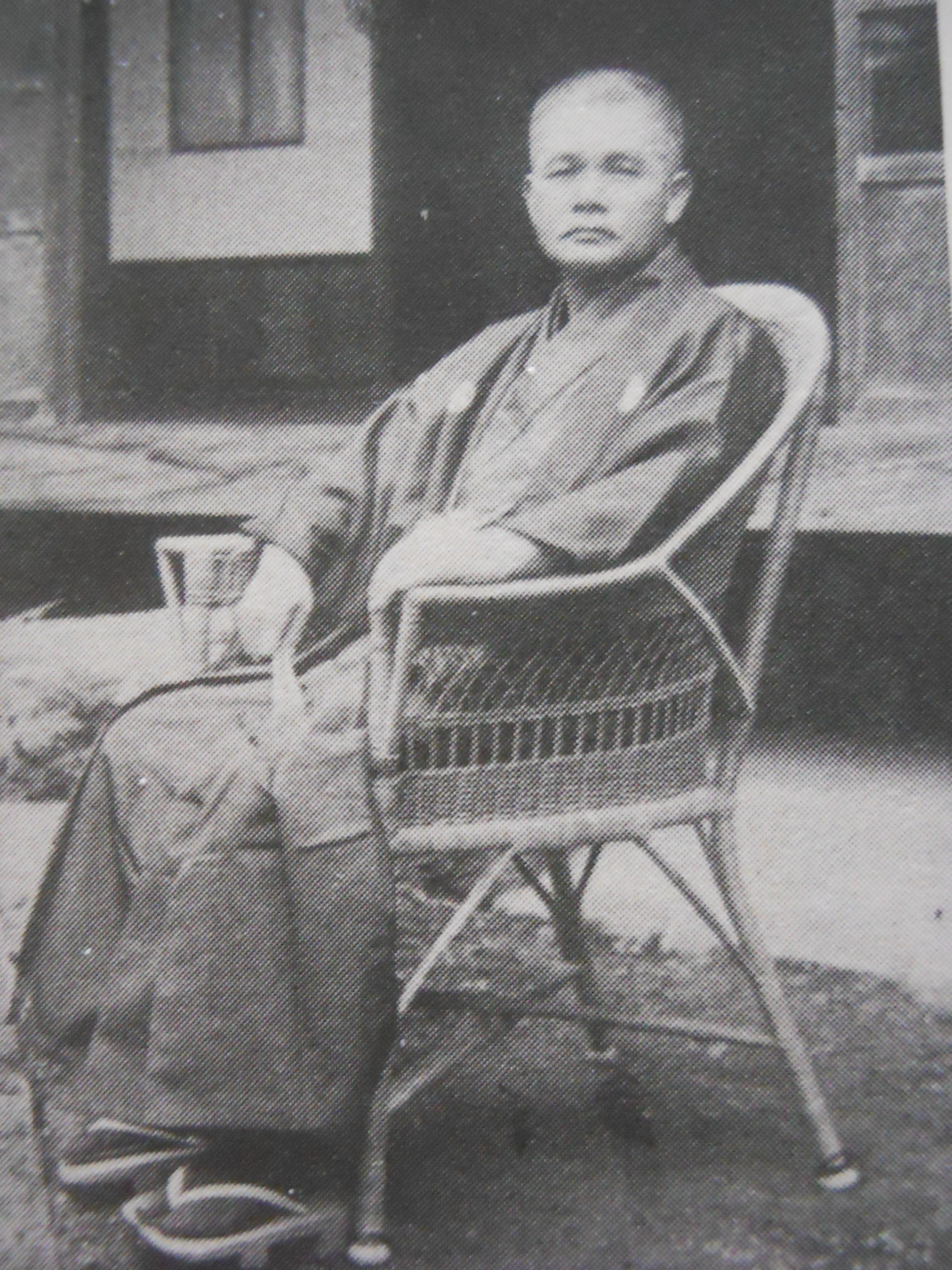
町村金弥

町村 金弥（まちむら きんや、安政6年1月12日（1859年2月14日） - 昭和19年（1944年）11月25日）は、日本の実業家、政治家。元大久保町長。町村金五の父、町村信孝の祖父。正七位勲五等。

## 経歴
越前国府中（現福井県越前市、旧武生市）に府中領主本多家の家臣・町村織之丞（第9代当主）、こうの長男として生まれる。父・織之丞は町奉行を務め“清廉潔白の士”といわれ、明治維新後は寺子屋で児童の教育にあたった。
慶応3（1867年）、8歳の時に府中藩校立教館に入学、父織之丞は金弥に新時代の学問を修めさせる為、東京日本橋に武生名産蚊帳の問屋を営む郷党の人米倉嘉兵衛に託し、明治4年（1871年）、12歳の時に奉公の傍ら夜学に通う。
さらに上級学校を目指し、英語を学ぶ為、明治6年（1873年）に愛知県英語学校に学ぶ。坪内逍遥、三宅雪嶺らと机を並べる。同校を卒業後明治8年（1875年）に東京の工部大学校予科に学び、英国人教師ハミルトンの教えを受ける。
明治10年（1877年）3月工部大学校を受験合格するが、その年2月におきた西南戦争の軍費増大が予想され、授業料の要らない官費合格者が例年の半分近くに減らされ、金弥は私費生合格であった為、学費に窮した。丁度同じ時期、前年の明治9年（1876年）にウィリアム・スミス・クラークが中心となり開校した札幌農学校が官費の2期生を募集しており、好都合に工部大学校にパスした者は無試験採用だったので、直ちにこれに応じた。
入学した同期生の内村鑑三、新渡戸稲造、宮部金吾など18名とともに、明治10年（1877年）8月27日、開拓使御用船玄武丸（644トン）にて品川を出帆、函館を経て9月3日小樽に上陸、乗馬で札幌に向かい、夜札幌農学校寄宿舎（現在の時計台のあたり）に入った。
農学校在学の4年間、主だった教師は皆米国人だったため、英語の進歩は著しいものがあった。そして、金弥は御雇い外国人として開拓使に勤めていたエドウィン・ダンに就いてアメリカ式農場経営法を学んだ。
明治14年（1881年）7月、札幌農学校を卒業する。同期生は内村鑑三、宮部金吾、廣井勇、南鷹次郎、岩崎行親、新渡戸稲造、藤田九三郎、足立元太郎、高木玉太郎と金弥の10名であった。
同年、真駒内牧牛場を管理。明治23年（1890年）、雨龍華族組合農場事業主任となる。明治24年（1891年）、雨竜町村農場を経営、後小作制とする。明治30年（1897年）、十勝開墾合資会社農場長となる。
明治34年（1901年）、陸軍省で農事専任技師を務め、軍馬補充部に属し釧路、岩手、福島を担当。明治43年（1910年）、東京に転勤し、大正5年（1916年）に陸軍省を退職。
以降10年、大久保町長を勤め、町長退職後は自適の生活を送っていたが、戦争中、五男金五に伴われ生まれ故郷武生に疎開した。
昭和19年（1944年）11月25日、郷里の福井県武生（現在の越前市）で亡くなる。86歳であった。

## 人物

### 学生生活
- 舎室に各自の名札が掛けてあり、各自の部屋に落着いた。後で知ったピッカリ加藤という綽名のある事務員が万事懇切に指導してくれて非常に便宜を得た。ピッカリとはちと口やかましい処より誰かが言い触らしたものならんが到って親切な仁であった。
- 寄宿舎は1室十畳間位に二人で、備付けの寝台あり食事は和洋食で朝夕は洋食、昼は和食であった。食事は相当なもので当時鹿の肉が沢山あり、時々食膳に上がったが頗る美味であった[3]。
- 内村は全学年を通じて常に級のヘッドボーイにて、頭脳明晰常に賞金は同氏の独占に帰した[3]。

### 宗教
- 「我々第2期生が着札後初めて教室に出るや、教頭ホイラー氏よりバイブル一冊ずつを渡され、爾後毎週1回復習講堂にてバイブルの講義を聴聞し居たりしが、偶々函館よりハリス宣教師の来札せらるるを期として、同期生中の信者は洗礼を受けんと鶴首せられしも、岩崎行親、南鷹次郎、及び自分の三人は感ずる所ありて偽信者となるを潔しとせずとて、哀情をハリス氏に訴えしに却って賛辞を受けたる事あり。是にて信者と非信者との分界が明瞭となりしも道を以ってことであるから双方の交際上些かも問題は起こらなかった。右三人が決心を固める迄には種々の経緯あり、時には圓山神社境内に出かけて協議を重ね相当苦心した。一時は退校せんと迄論議を進めたが熟慮の結果退校のことは中止と決定した。我々が洗礼を受けなかったのは夫々家庭の事情があったからである。」[3]。

### 就職先
- 札幌農学校を卒業したのは明治14年7月であった。直ちに真駒内牧牛場に赴任したところ、予算緊縮に際し8,500円の予算が4,900円に減額せられ、大改革を断行せねばならぬこととなった。先ず場員の減員断行より着手し、諸般の施設に対し出来る限りの大削減を加えた。初めて社会に出、赴任した何ら経験なき若輩が当事者になったので相当苦心はしたが、平常なら手の出しようなき事にてもいざとなると案外活動できるものとの感を抱いた。これが、実社会の第一歩にて、将来何の仕事をなす上においても、大なる教訓を得たりと思いたり。
- 真駒内牧牛場はその名の如く専ら洋種牛を飼育し、牧畜教師として米国人ダンが開拓使の雇教師として事業を指導し、我々も牧畜経営上多大の知識をえた。この真駒内牧牛場の勤務により、将来農牧業で身を立てる決心を固めたのである。
- （注）エドウィン・ダン：開拓使より欧米の農業を指導する為招聘された技術者の一人。明治6年、来日し東京で永眠するまでの56年間、日本を愛し北海道は勿論、日本の産業、経済、文化のあらゆる面にその全身全霊を捧げつくした偉大な先駆者の一人であった。ダンの仕事はアメリカから優れた家畜を持ってきては、牧場を開いて日本人に飼い方や利用法を教え、大きな農機械器具を馬で引かせ、北海道の原野をどんどん開拓していく大きな農法を、自分でやって見せて、日本人に教えることであった[4]。

### 熊狩り
- 明治23年、雨龍華族組合農場事業主任として雨龍地区の開拓当初、熊が出没したため時々熊狩りを行った。

「ある時金弥は雨龍奥地を探検するため、三人連れで出かけた帰途、一本道の真ん中に大熊が踏止り、三人をじろじろ見ている。三人はこの熊を如何にして避けようかと協議の末、三人ともに大声を出して見たところ、大声に恐れをなしたものか姿を消したので、三人一生懸命走って逃げた。
それまで、馬上にて熊に会ったことがあるが、この時ほど危険を感じたことはなかった。」。

### 探検
- 明治30年頃に十勝に行くには、函館より小汽船で十勝川河口の大津に上陸。大津は湾ではなく普通の海岸故港はなく汽船の乗降が非常に困難であった。金弥はその実況を観察、十勝を開拓する為には石狩より十勝へ汽車を通ずるより他に道なしを痛感した。その明治30年、根室本線の噂もない時代に金弥は十勝石狩間の跋渉を企てた。
- 明治30年9月10日、金弥とアイヌ5人は十勝熊牛農場を出発し、16日に無事旭川に到着した。この旅行中6日間の野宿をするにあたり、アイヌが毎晩小木、木の葉、フキの葉などで小屋を作りその中で就寝した。ある時は、途中雨にあい、徒渉せねばならない川が出水して濁流となり、その深浅を知ることが出来ず、アイヌの言葉を信じ、水深3尺を超えざる検討で渉り無事彼岸に達することが出来た。この時は6人互いに手を引き合い一番強そうなアイヌを先頭に立て他はこれに続いて渉った[4]。

## 家族・親族・系譜
- 先妻 そと（福井県、酢醸造業山本怡仙三女）
- 後妻 馨（福井県、酢醸造業山本怡仙二女）
- 長男 敬貴（政治家、牧場主） - 町村農場を創設
- 長女 こと（山口県、教育者林端に嫁する）
- 二男 誠（貿易業を営む）
- 二女 せん（広島県士族、教育者岡本半次郎に嫁する）
- 三男 実
- 三女 幸子（下川美佐雄に嫁する）
- 四男 敬三
- 四女 春子（福井県、学者・早稲田大学教授小林新に嫁する）
- 五男 金五（官僚、政治家・北海道知事）
- 五女 貞子

## その他
- 宗教は禅宗。趣味は謡曲、碁。